# Saint-Louis (Haut-Rhin)
Saint-Louis település Franciaországban, Haut-Rhin megyében. Lakosainak száma 22 530 fő (2022. január 1.). Saint-Louis Bartenheim, Rosenau, Village-Neuf, Huningue, Hégenheim, Hésingue, Blotzheim, Bázel és Allschwil községekkel határos.

## Népesség
A település népessége az elmúlt években az alábbi módon változott:
| Lakosok száma | 19 907 | 20 401 | 20 928 | 21 177 | 21 646 | 22 413 | 22 835 | 22 698 | 22 530 |
|               | 2013   | 2015   | 2016   | 2017   | 2018   | 2019   | 2020   | 2021   | 2022   |

## Közlekedés
A 3-as villamosjárat révén a város kapcsolódik svájci Bázel villamosvonal-hálózatához.